# Felix Jacoby
Pour les articles homonymes, voir Jacoby.
Felix Jacoby, né le 19 mars 1876 à Magdebourg et mort le 10 novembre 1959 à Berlin, est un philologue classique allemand du monde germanophone.

## Biographie

### Jeunesse et études
Il est né de deux parents juifs : Oscar Jacoby (1831-1919) et sa femme Gertrude, née Löwenthal (1856-1929). À l'âge de onze ans, il est baptisé comme protestant : ses parents voulaient rendre plus facile sa future carrière professionnelle. En 1894, il obtient son Abitur au collège Unserer Lieben Frauen.
Il étudia la philologie classique à Fribourg-en-Brisgau en 1894, puis à Munich de 1894 à 1896, période qui fut interrompue par son service militaire, et enfin à Berlin à partir de 1896. Il obtint le grade de Doktor à Berlin en 1900 avec un travail approfondi sur Apollodore d'Athènes sous la direction de Hermann Diels, qui ne fut récompensé que par un « cum laude », si bien que la perspective d'une carrière académique lui semblait fermée. C'est seulement quand Ulrich von Wilamowitz-Moellendorff accepta une version abrégée de la dissertation pour sa collection Recherches philologiques (« Philologische Untersuchungen ») que Jacoby put produire son habilitation, à l'université de Breslau sous la direction d'Eduard Norden (de), avec un travail sur la chronique de Paros très influent.

### Une carrière universitaire
Il épousa en 1901 Margarete Johanne von der Leyen (1875-1956), qui lui donna ses fils Hans (1902-1980) et Eduard Georg (1904-1978) ainsi que sa fille Annemarie (née en 1905). Jacoby devint professeur particulier à Breslau et écrivit à partir de 1905 de nombreux articles pour la Realencyclopädie der classischen Altertumswissenschaft — on retiendra notamment la contribution riche sur Hérodote qui établit nombre des problématiques amenées par la suite à dominer les travaux d'érudition sur cet auteur. De 1915 à 1918, il prit part à la Première Guerre mondiale dans un régiment d'artillerie de campagne. En 1923, Jacoby devint membre par correspondance de l'académie des sciences de Göttingen, en 1931 de l'académie prussienne des sciences.

### Opinions politiques et relation au nazisme
En politique, il était tout comme son ami et collège Eduard Norden, de convictions conservatives voire nationalistes et profondément imprégné par les pensées de l'époque impériale ; et comme lui, il semble ne pas avoir repoussé nettement le national-socialisme lors de la prise de pouvoir d'Hitler en 1933. Ainsi, on lui prête les paroles suivantes à l'ouverture d'une lecture publique d'Horace à l'été 1933 :

« En tant que Juif, je me trouve dans une situation difficile. Mais en tant qu'historien, j'ai appris de ne pas considérer les événements historiques dans des perspectives privées. J'ai voté pour Adolf Hitler depuis 1927 et je m'estime heureux de pouvoir, en cette année de réveil national, lire le poète d'Auguste. Car Auguste est la seule figure historique que l'on peut comparer avec Hitler. »

Cependant la réalité de ces propos a été contestée. De plus, il s'opposa en 1934 aux mesures nazies, écrivant :

« J'ai au contraire l'impression que le lien entre [mes élèves] et moi est devenu, ces deux derniers semestres, encore plus étroit qu'il ne l'était auparavant. Mais une relation personnelle avec un professeur non aryen peut, dans des cas isolés et pour le moment, être encore plus forte ; il est inévitable qu'à long terme apparaisse, entre de telles relations personnelles et la vision fondamentale du nouvel esprit, une antinomie insurmontable. »

Le 23 avril 1933, le nom de Jacoby apparut dans une des listes publiées par le Kieler Zeitung, énumérant les professeurs impopulaires au sens du nouveau régime,. Selon la définition des lois de Nuremberg, il était juif. Il fut par conséquent contraint en 1934 d'abandonner sa chaire de professeur à Kiel.

### Exil et retour
Jacoby prit les devants du licenciement formel en formulant sa démission. Il s'installa l'année suivante à Finkenkrug (Berlin) avec la famille de son fils Hans, pour continuer son activité scientifique. Jusqu'à 1938, il resta autorisé à se rendre à la bibliothèque nationale (Staatsbibliothek) pour son travail. Lors de la nuit de Cristal, sa maison fut assaillie et endommagée par des troupes de SA. L'œuvre de sa vie, conservée dans un fichier, ne survécut que par hasard à la destruction. Jacoby décida alors d'émigrer et en avril 1939, il se rendit avec sa femme en Angleterre. Il y exerça à l'université d'Oxford, grâce à l'assentiment de son ancien collège de Kiel, Eduard Fraenkel.

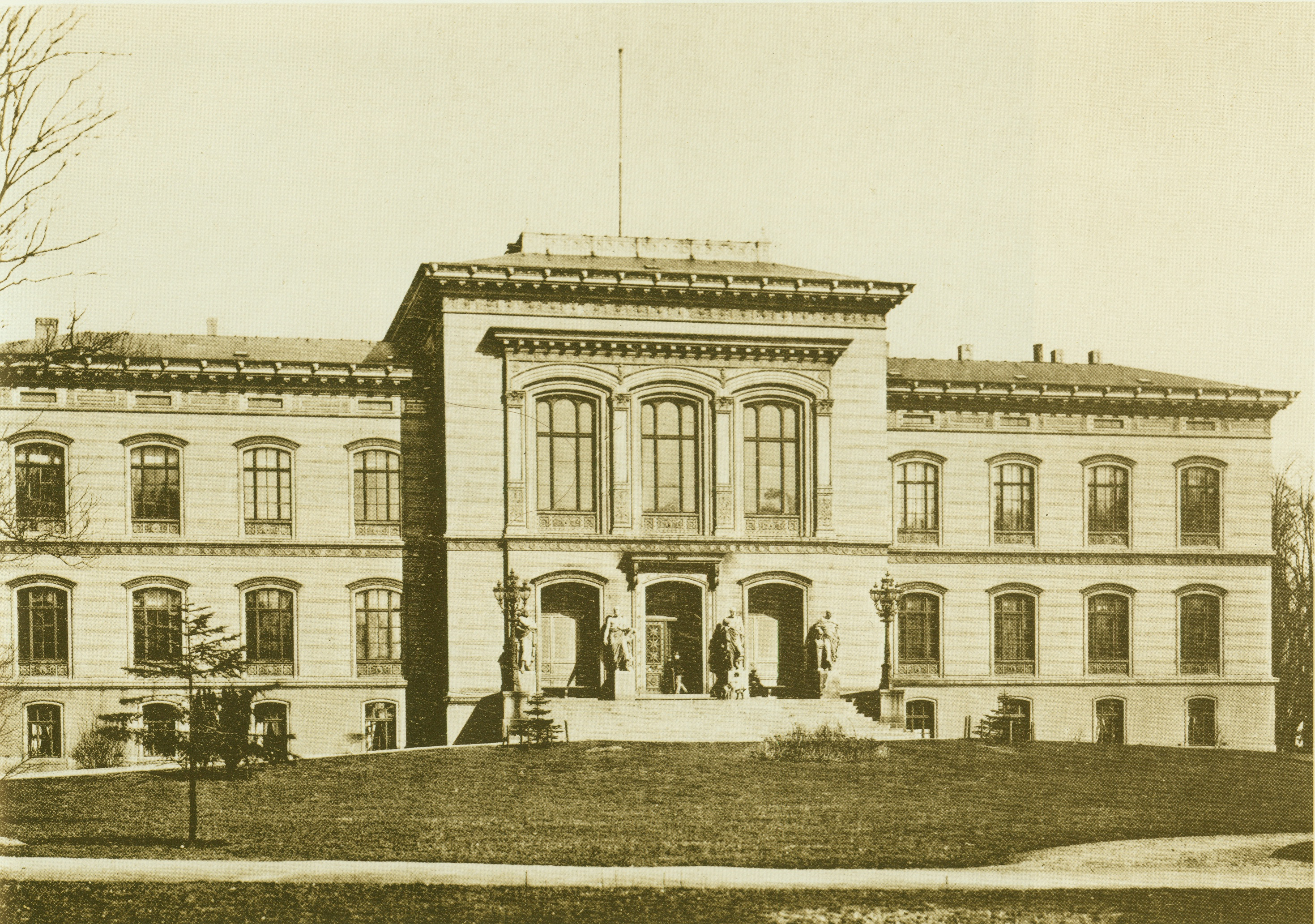
Bâtiment principal de l'université de Kiel, 1893, Wilhelm Anton Georg Dreesen.

En 1948, l'université de Kiel le nomma sénateur d'honneur, mais ce n'est qu'en 1953 qu'il obtint le paiement d'une retraite comme professeur émérite. En 1956, il revint en Allemagne et s'installa à Berlin-Dahlem. Son quatre-vingtième anniversaire suivit la publication de ses écrits épars sur l'historiographie ainsi qu'une brochure commémorative, avec principalement des contributions de ses anciens élèves de Kiel. Peu avant sa mort, il devint encore membre extérieur de l'académie des sciences de Turin.

## Œuvre
Déjà à l'époque de son doctorat d'habilitation, Jacoby s'occupait d'historiographie grecque. Le 8 août 1908 à Berlin, il présenta à un auditoire restreint son « plan d'une nouvelle collection des fragments d'historiens grecs », qui toucha un plus large public lors de sa présentation écrite un an plus tard. La collection devait remplacer celle, vieillie, de Carl Müller et ordonner les derniers restes, sinon perdus, des historiens grecs antiques, selon un principe d'évolution des genres qui lui semblait être le seul valable, à la fois clair et scientifique. La répartition des auteurs entre les sections « Mythographie / Généalogie », « Histoire contemporaine » et « Histoire locale / Ethnographie » s'appuyait sur la genèse de l'historiographie grecque telle qu'elle était conçue par Jacoby.
C'est à Kiel que se constitua à partir des années 1920, après un intense travail préparatoire, l'œuvre qui soutient aujourd'hui à elle seule la réputation scientifique de Jacoby : les nombreux volumes de la collection complète des Fragmente der griechischen Historiker. Le premier volume fut publié aux éditions Weidmann en 1923. Quand sa collaboration avec cet éditeur fut interrompue en 1938 pour des raisons politiques, Jacoby changea pour la maison E. J. Brill à Leyde, auprès de laquelle le volume suivant put paraître dès 1940.
Jacoby continua le travail sur les volumes pendant son séjour d'Oxford et jusqu'à sa mort. Il rédigea en anglais des commentaires particulièrement détaillés sur les historiens attiques locaux. Comme supplément et introduction, il publia le livre Atthis. L'œuvre monumentale des fragments a été reconnue comme une contribution majeure à la philologie et à l'histoire antique dès sa publication et jusqu'à aujourd'hui. Les volumes rassemblent 856 auteurs, dont 607 sont gratifiés de commentaires de Jacoby. Ulrich Schindel (de) écrit à propos de l'œuvre de Jacoby qu'elle est, « à l'ère du travail d'équipe et des programmes informatiques, conclusion définitive d'une grande époque de la philologie classique en Allemagne ».
Jacoby rédigea par ailleurs de nombreux articles pour la Realencyclopedie de Pauly-Wissowa, parmi lesquels « Hérodote », « Ktesias de Knidos », « Callisthène d'Olynthe » et « Hiéronyme de Cardie ». Il s'occupa aussi de la poésie grecque et romaine, avec Homère, Hésiode, Juvénal, Lucain, Properce et Horace.

## Postérité
Dans la préface de la dernière partie des Fragmente qu'il rend publique, Jacoby avait exprimé l'espoir que le projet soit complété rapidement après sa mort :

« Cela me chagrine, que mon travail (interrompu par des conditions indépendantes de ma volonté) sur les Fragmente ne doive rester pour les historiens qu'une statue sans tête, au sens le plus restrictif du mot : mon âge ne me permet malheureusement plus de publier moi-même le commentaire longuement préparé à la partie ethnographique. Mais malgré la sombre prophétie, qui reste vive en ma mémoire, de mon maître et ami Hermann Diels à propos du plan trop ambitieux conçu depuis longtemps d'une collection « commentée » des fragments d'historiens, je peux donner l'expression d'un espoir certain, que même cette lacune sera remplie dans un laps de temps raisonnable. »

Ce n'est cependant qu'en 1991 que la quatrième section de Jacoby — « Biographie et littérature antique » — fut réalisée, avec les FGrH continued publiés sous l'égide de Guido Schepens (Louvain) et Gustav Adolf Lehmann (Göttingen).